# Józef Żyliński
Józef Żyliński, né le 7 décembre 1920, à Vilnius, en République de Lituanie et mort le 19 août 2014, à Łódź, en Pologne, est un ancien joueur et entraîneur de basket-ball polonais. Il a été marié avec Krystyna Paprota.